# Wasilij Griaziew
Wasilij Pietrowicz Griaziew (ros. Василий Петрович Грязев, ur. 4 marca 1928 w Tule, zm. 1 października 2008 w Tule) – rosyjski konstruktor broni, profesor, członek Rosyjskiej Akademii Inżynieryjnej i Rosyjskiej Akademii Nauk Rakietowych i Artyleryjskich. Bohater Pracy Socjalistycznej (1984). Nauczyciel i popularyzator nauki. Projektant około 38 modeli broni różnych typów, autor 76 publikacji naukowych i 248 wynalazków.

## Życiorys
W latach 1945–1951 studiował w Tulskim Instytucie Mechanicznym, który ukończył z wyróżnieniem. Następnie został skierowany do pracy w NII-61 w Podolsku, w obwodzie moskiewskim. W 1966 roku został przeniesiony do Tuły, gdzie od 1992 roku był  zastępcą naczelnika i głównego konstruktora KBP. W 2008 roku został głównym konstruktorem w wydziale uzbrojenia karabinów i armat GUP „KBP”.
Oprócz pracy naukowej i projektanckiej Wasilij Griaziew aktywnie angażował się również w działalność pedagogiczną. Przez wiele lat pracował jako kierownik katedry  projektowania maszyn Tulskim Uniwersytecie Państwowym (TUP), którego jest profesorem i doktorem honoris causa. Ponadto był autorem licznych prac z zakresu projektowania i badania działek automatycznych i broni ręcznej, zwiększania efektywności broni, dynamiki, wytrzymałości i niezawodności broni automatycznej.

## Skonstruowana broń
Broń skonstruowana przy współpracy z generalnym projektantem KBP Arkadijem Szypunowem.
Działka lotnicze
- Działko GSz-23/GSz-23Ł
- Działko GSz-30-2
- Działko GSz-30-1
- Działko GSz-6-23/GSz-6-23M
- Działko GSz-6-30
- Karabin maszynowy GSzG-7,62

Działka morskie
- Działko AK-630/AK-630M
- Działko AK-306
- Działko 6K30GSz

Działka dla bwp i pojazdów plot
- Działko automatyczne 2A42
- Działko automatyczne 2A72
- Działko automatyczne 2A38M
- Działo 2A70

Broń dla służb specjalnych
- Pistolet maszynowy PP2000
- Pistolet GSz-18
- Karabin KBP A-91M
- Pistolet maszynowy PP-90
- Pistolet maszynowy PP-93
- Karabinek 9A91
- Karabin WSK-94
- Karabin OSW-96

Granatniki
- Granatnik KBP GM-94
- Granatnik AGS-30

Broń do zastosowań cywilnych
- Pistolet P-96/P-96S/P-96M
- Seria karabinów myśliwskich „Berkut”
- Rewolwer P-92

## Zdjęcia

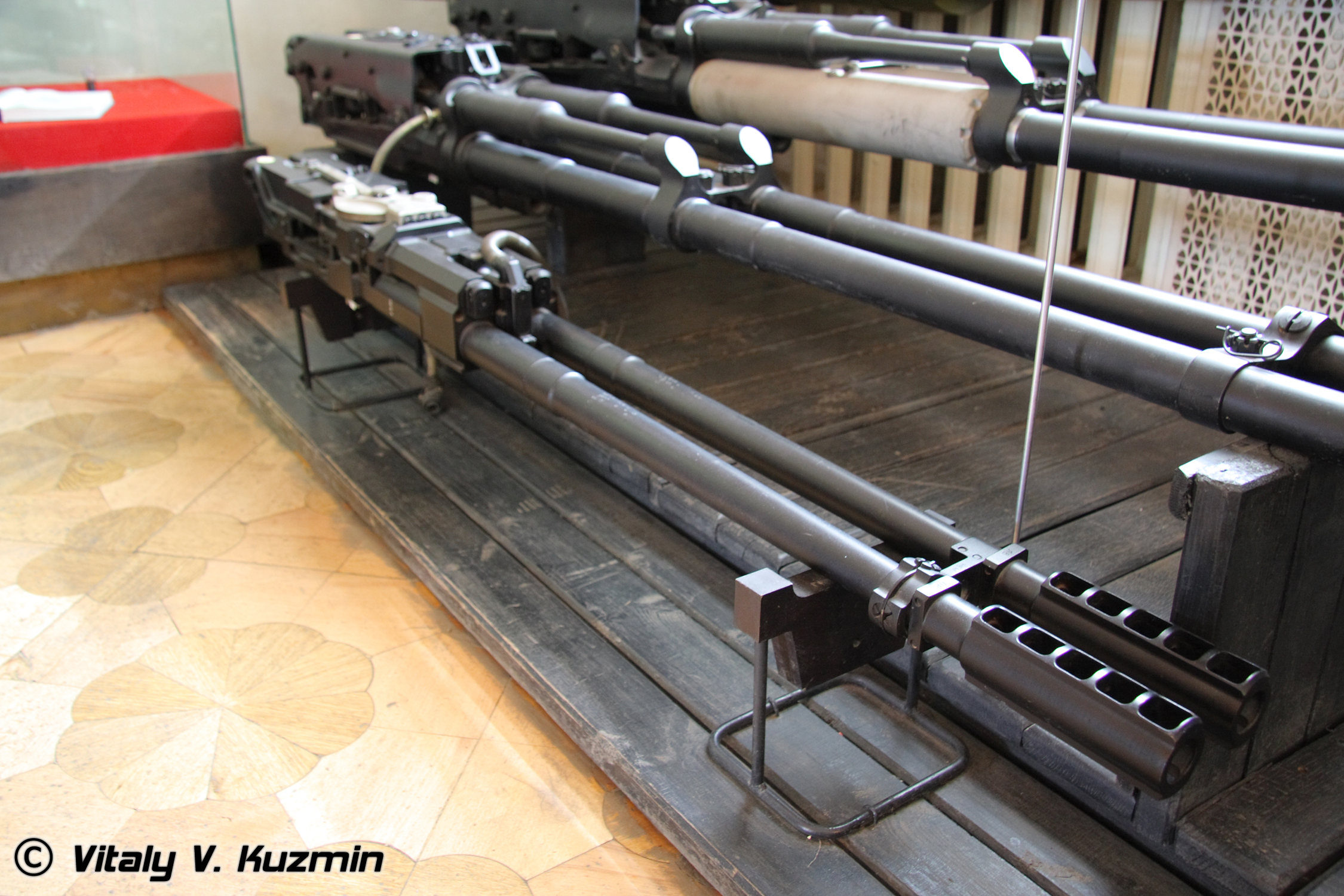
Pierwsze od lewej działko GSz-23Ł drugie Działko GSz-30-2 i działko GSz-30-2K
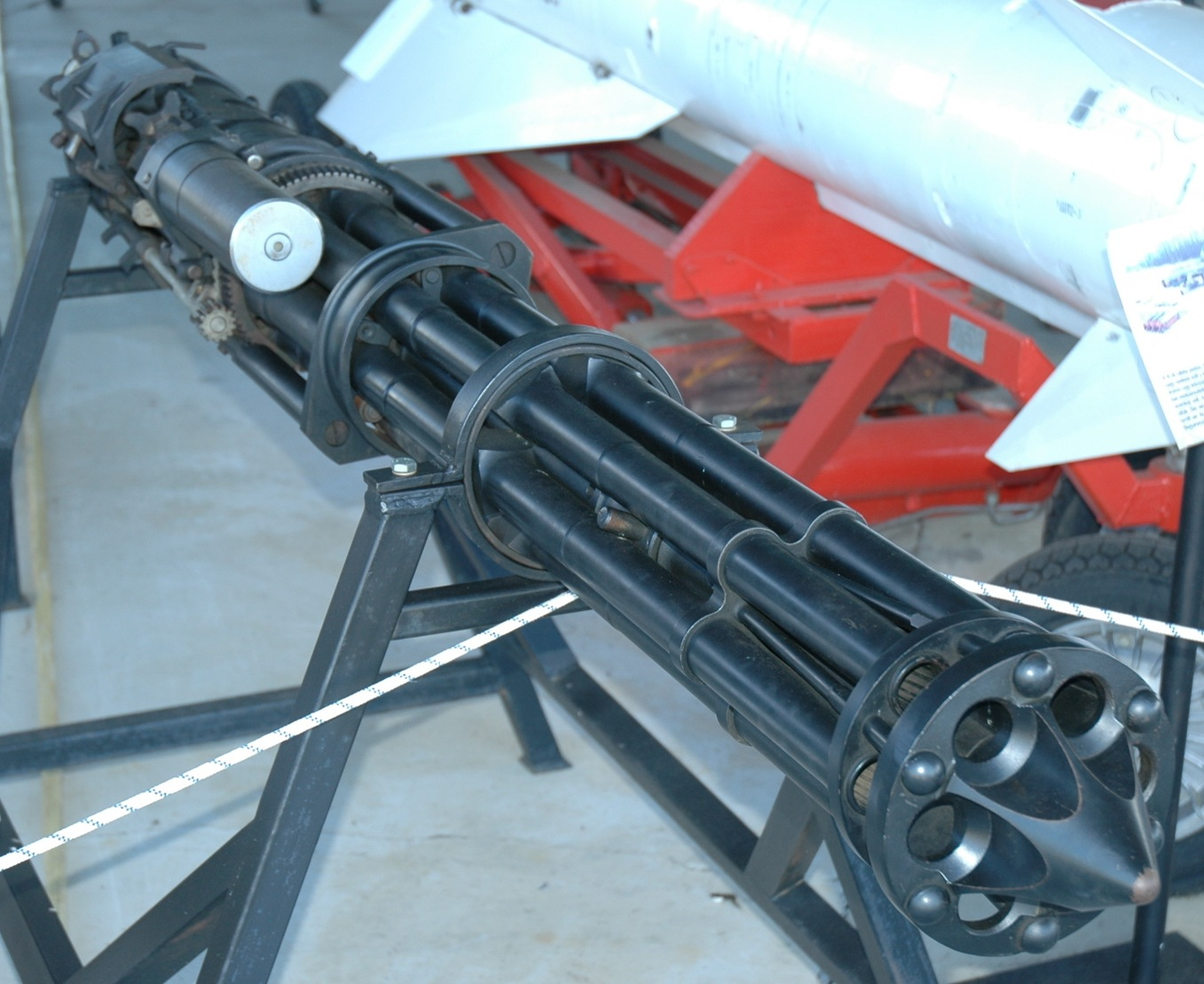
Działko GSz-6-30
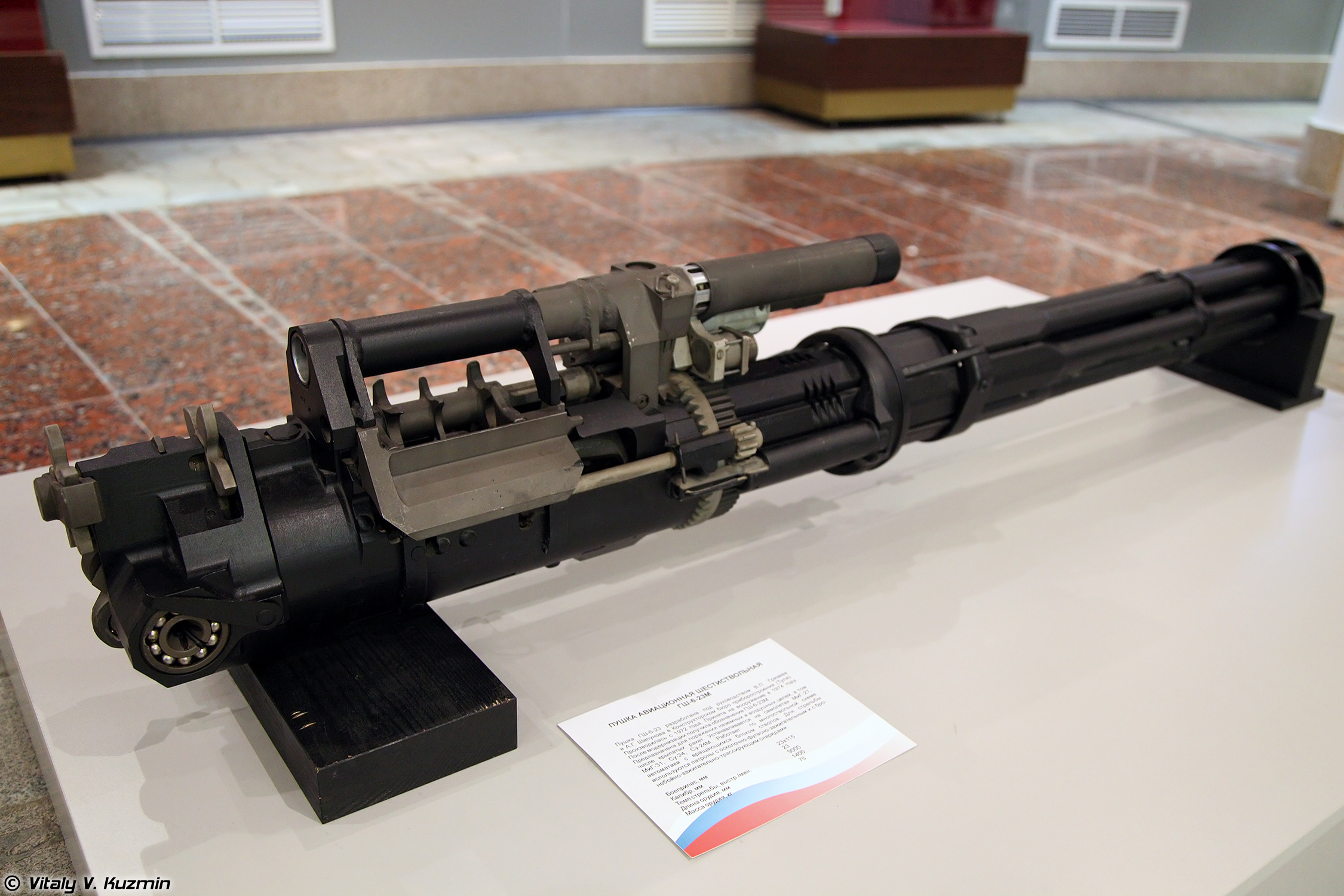
Działko GSz-6-23
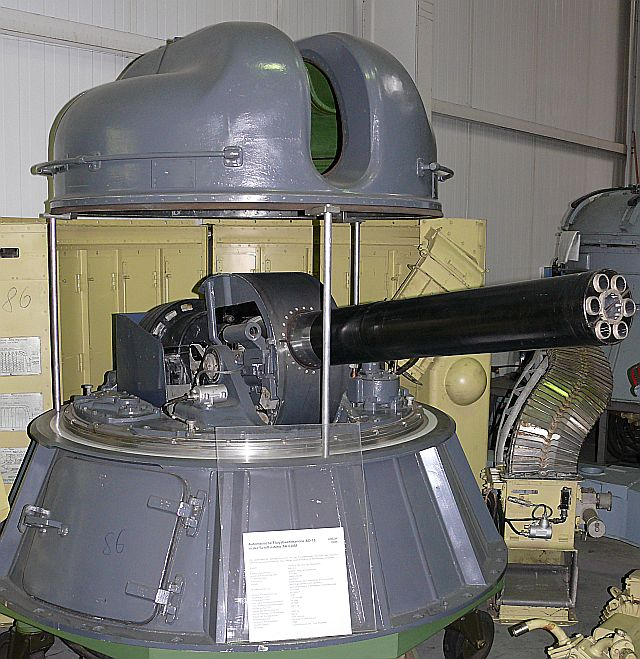
AK-630
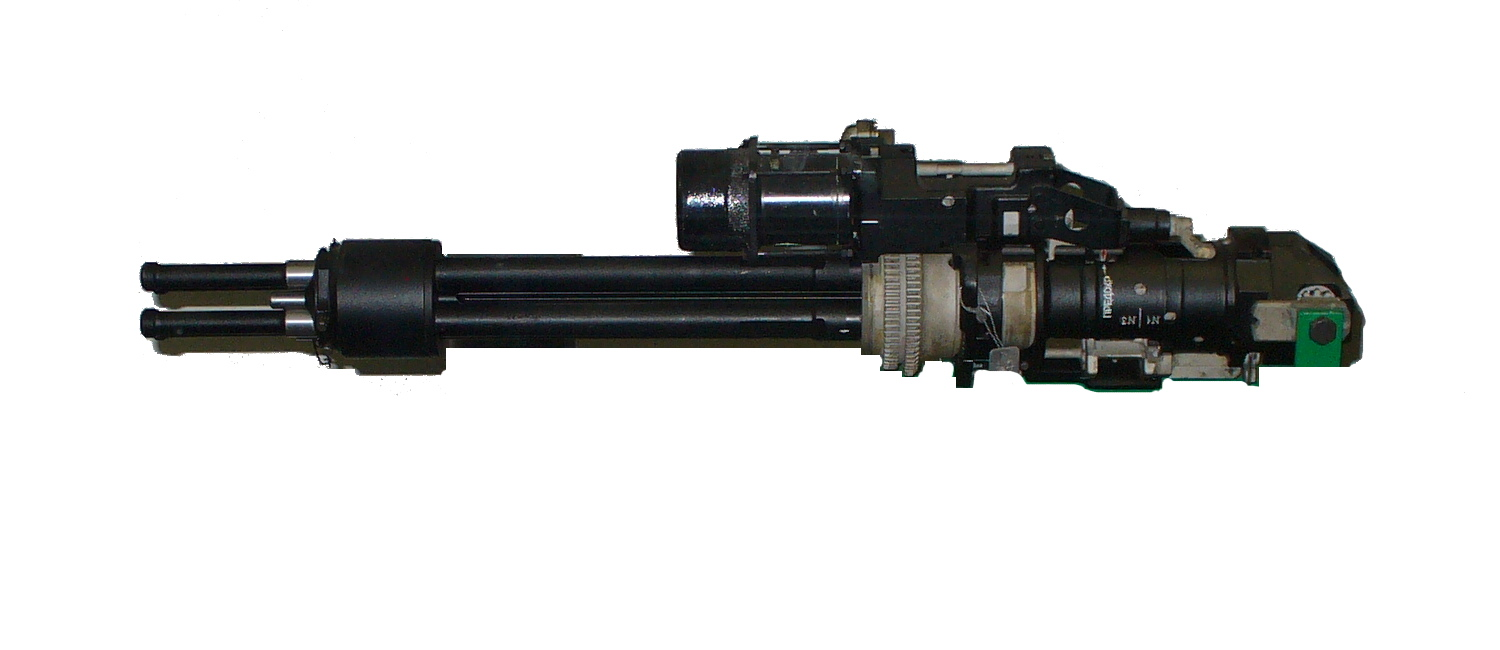
Karabin maszynowy GSzG-7,62
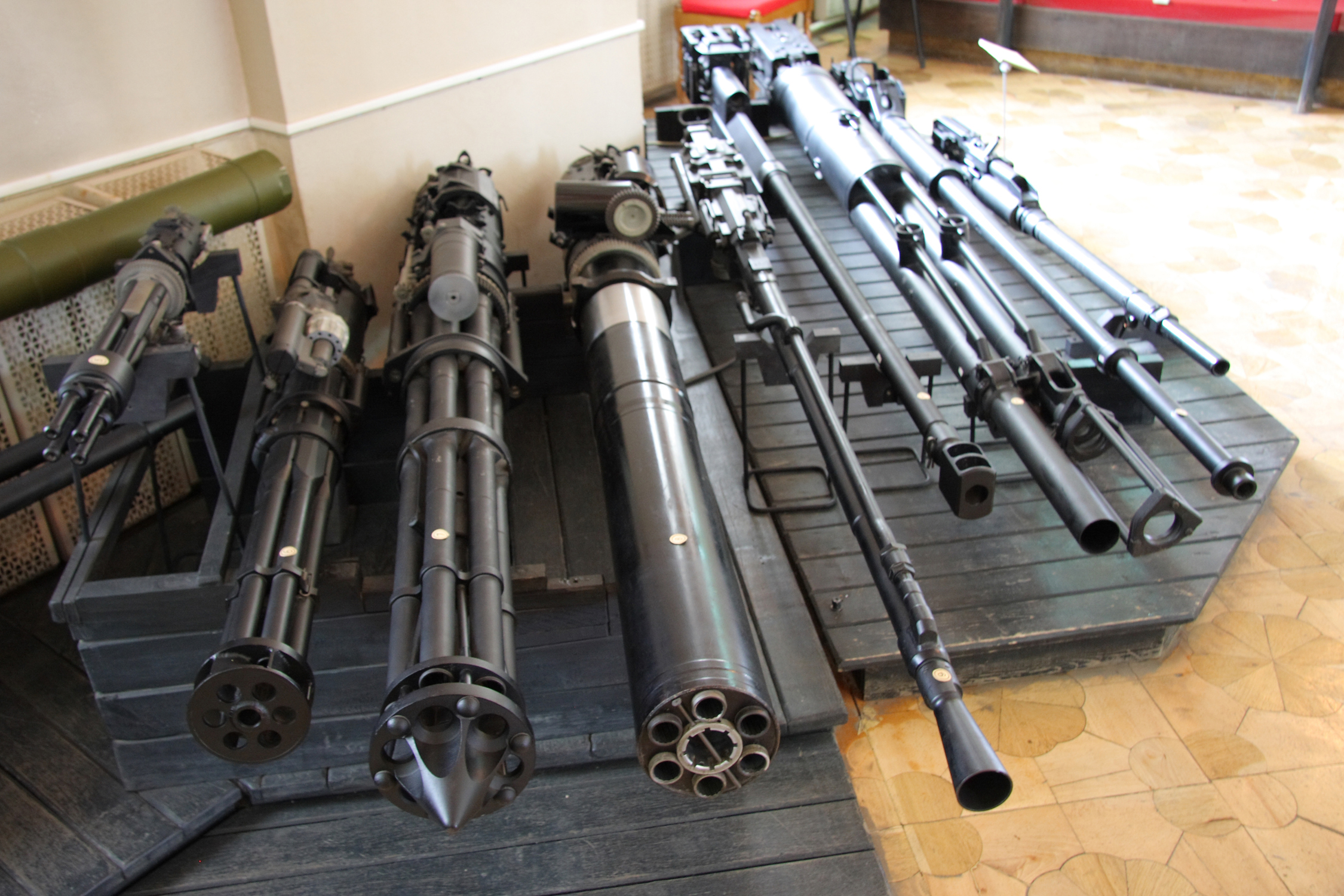
Od lewej GSzG-7,62, GSz-6-23, GSz-6-30, AK-630, 2A7,  2A42, 2A38M, 2A72, GSz-30-1
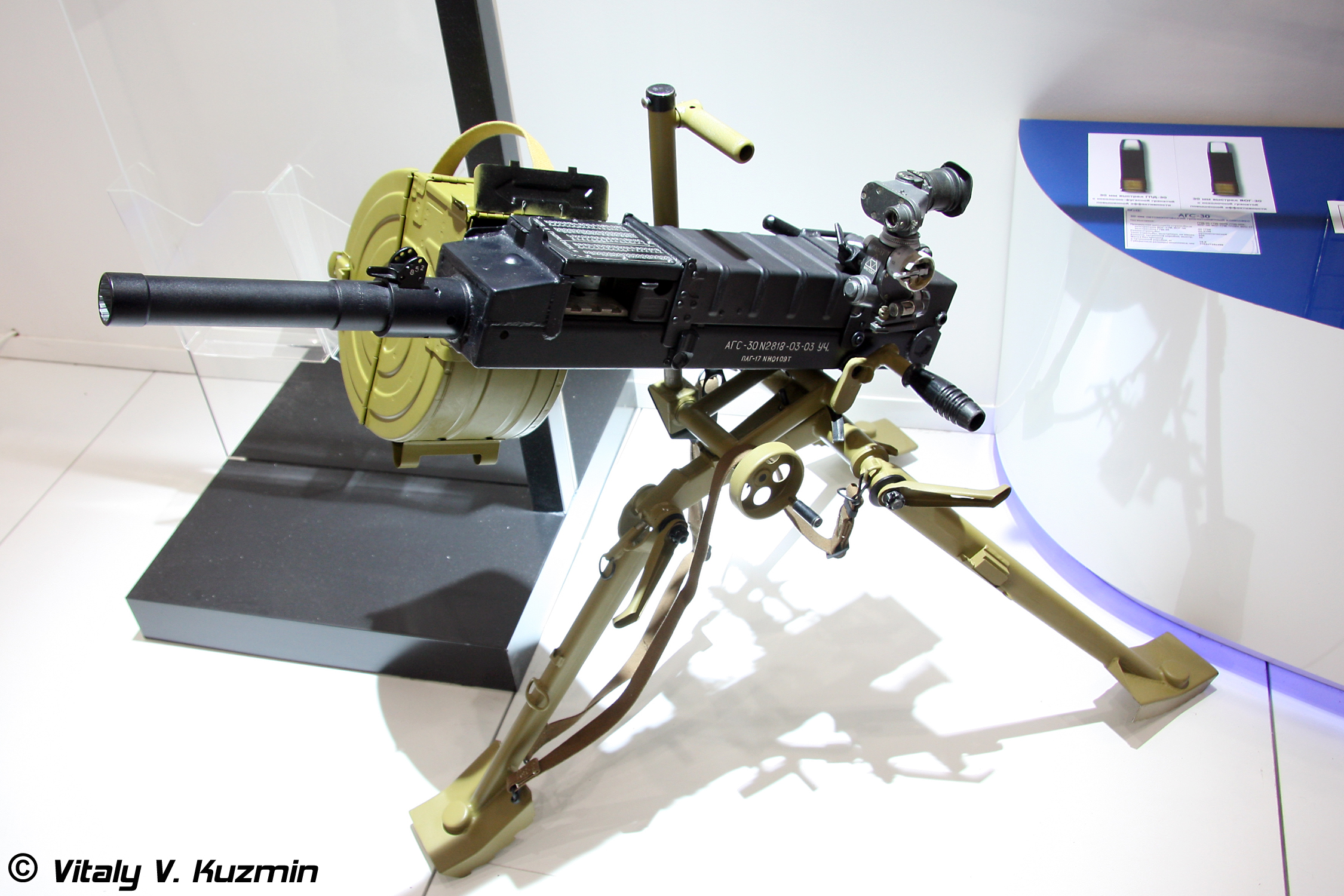
Granatnik AGS-30
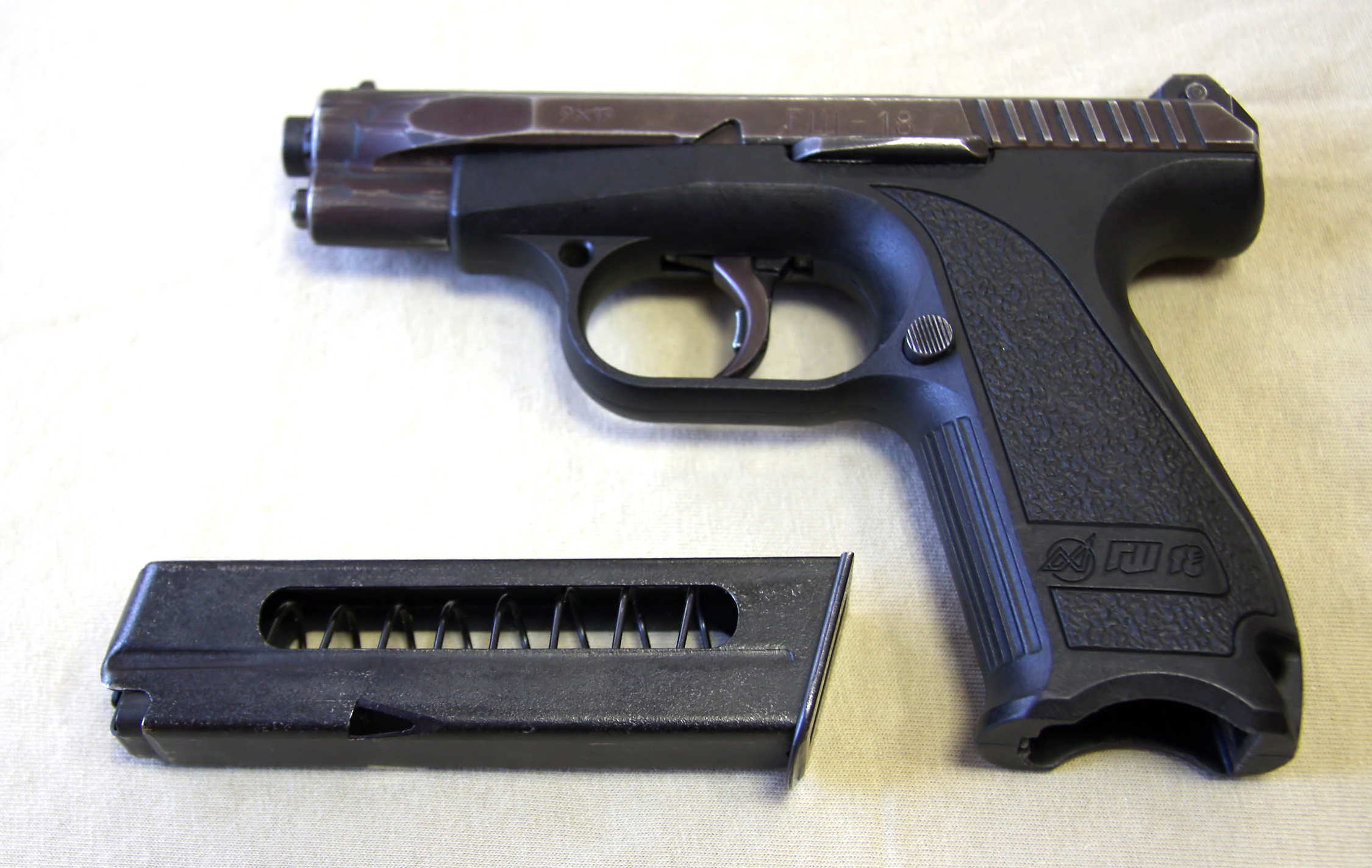
Pistolet GSz-18
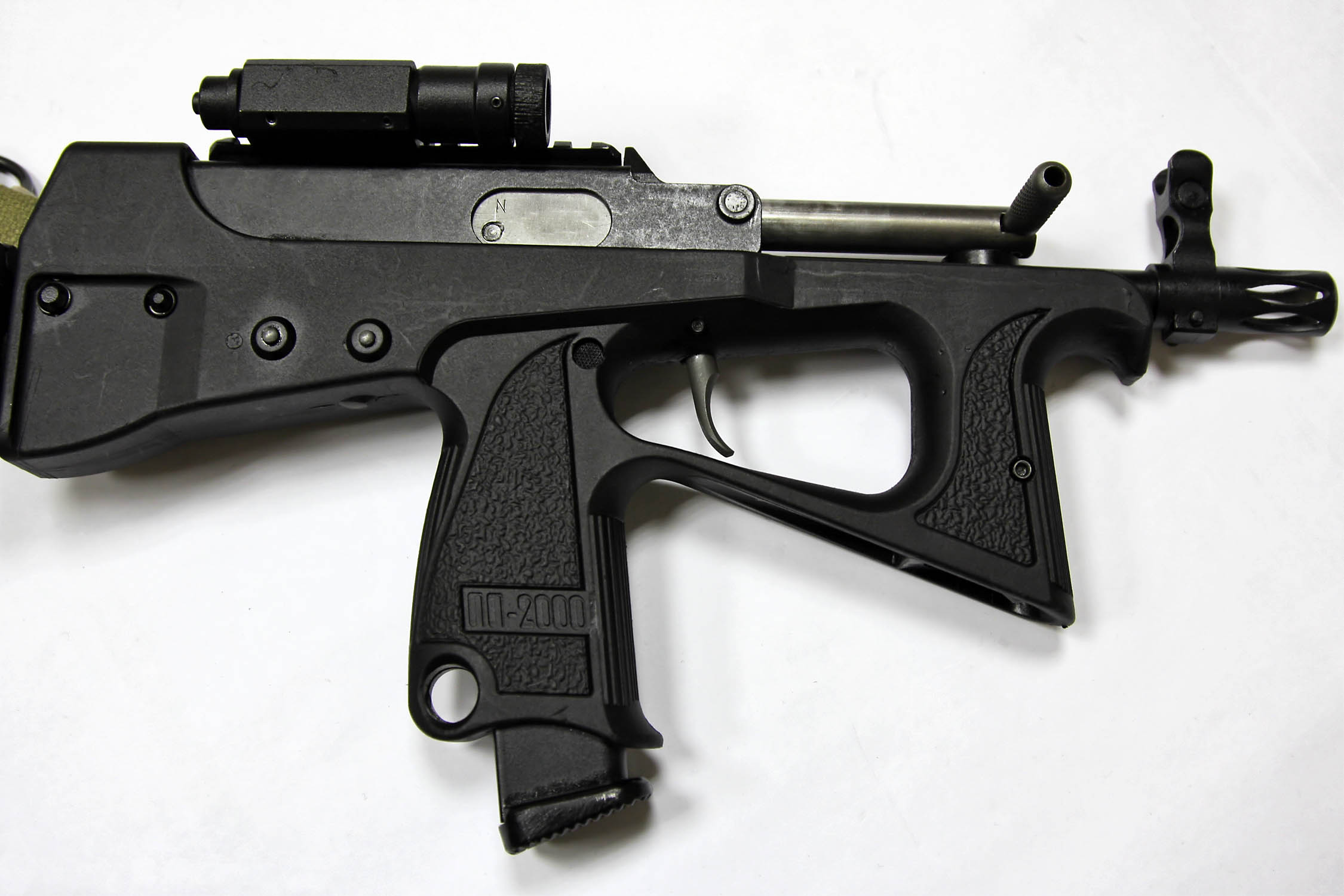
Pistolet maszynowy PP2000